# Nigo

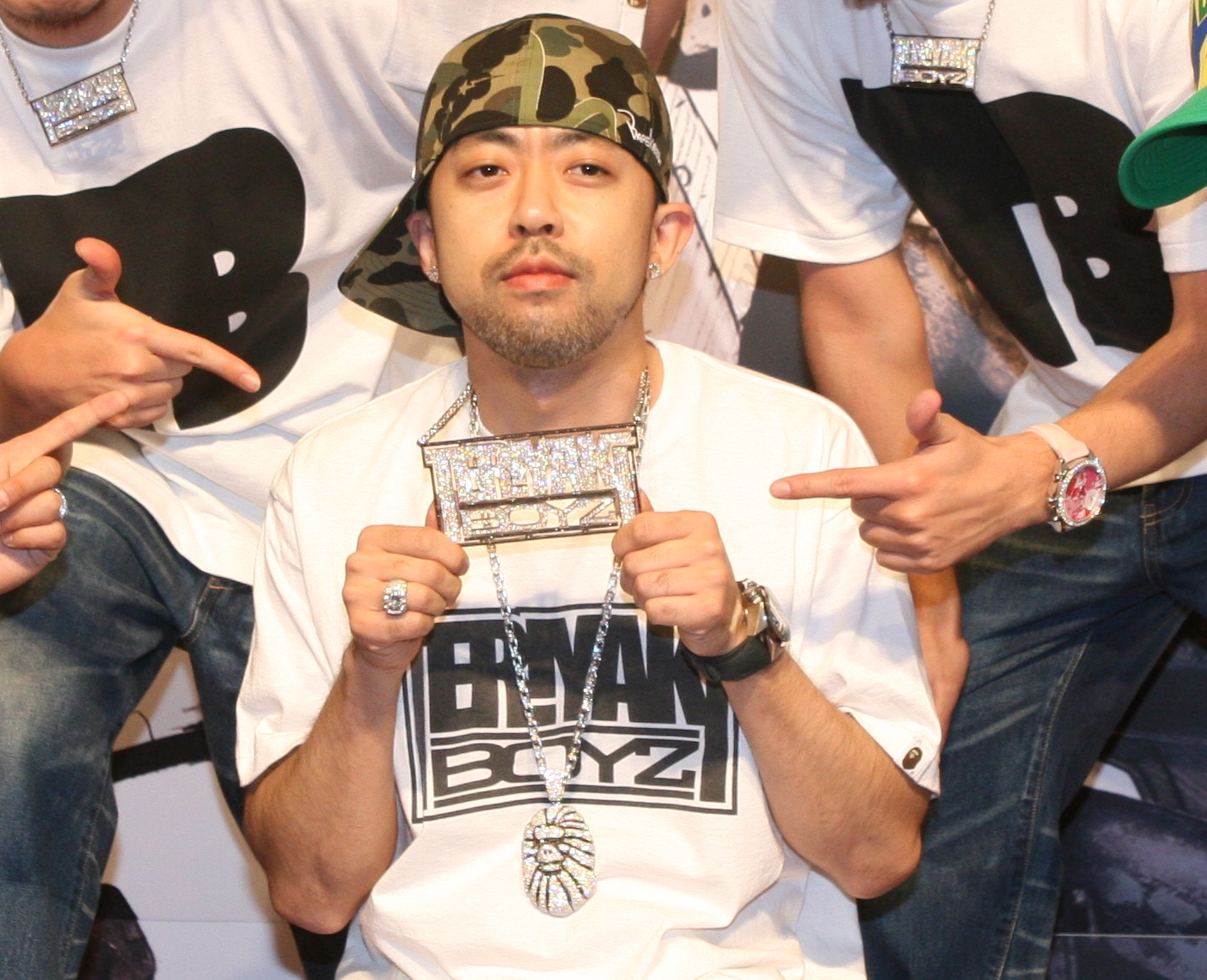
Nigo

Nigo, artistnamn för Tomoaki Nagao (kanji: 长尾智明), är en japansk designer född 23 december 1970, som har skapat det japanska street-wear märket A Bathing Ape (Bape).